# Elettrotreno Siemens Velaro
Il termine Siemens Velaro definisce una famiglia di treni ad alta velocità progettati da Siemens AG, in funzione sulla rete tedesca dal 2000 con il nome di ICE 3. Sono la colonna portante dell'alta velocità tedesca.

## Storia
L'elettrotreno è nato come evoluzione della specie ICE e dal 2000 in poi, superata la fase sperimentale, è entrato in servizio in Germania con la denominazione ICE 3. L'ultima versione, la E, ha debuttato nel corso del 5 Convegno mondiale ad Eurailspeed (salone ferroviario europeo delle reti AV).

Nel 2005 l'elettrotreno, in versione ridotta, è stato esposto anche al binario 1 della Stazione Termini di Roma e sul binario 2 della Stazione di Milano Porta Garibaldi a scopo promozionale. È entrato in servizio a partire dal mese di febbraio del 2008 sulla linea ad Alta Velocidad Española, Madrid-Barcellona, della Renfe.

Nel mese di dicembre del 2009 i treni ad alta velocità "Siemens Velaro RUS" sono entrati in servizio con la denominazione "Sapsan" sulla linea Mosca-San Pietroburgo delle Ferrovie russe.

Le Ferrovie Statali della Cina hanno ordinato 60 convogli per la linea Pechino-Tianjin.

## Caratteristiche
Il Velaro, di cui sono prodotte differenti versioni su specifica, è un elettrotreno a potenza ripartita a trazione elettrica a corrente alternata monofase. È in grado di raggiungere la velocità di 350 km/h. Dotato di tre sistemi di frenatura, elettrodinamica, reostatica a recupero di energia e pneumatica è in grado di arrestarsi nello spazio di 3.900 metri frenando a partire dalla velocità di 320 km/h. Ha raggiunto i 404 km/h durante i test in Spagna.
Dotato dei più alti standard di qualità, di sicurezza e di comfort, ospita a bordo tra l'altro anche un'accogliente sala riunioni e punti panoramici sia in testa che in coda, da dove i viaggiatori possono ammirare una vista frontale del percorso, essendo la cabina di guida posta leggermente in basso rispetto al piano di calpestio per i passeggeri. La soluzione della potenza ripartita riprende di massima quella adottata sui vecchi ETR 200 e Settebello-Arlecchino italiani, anche se negli ultimi due tipi di treno la cabina di guida era sopraelevata rispetto al livello dei passeggeri.

## Dati tecnici delle varie forniture
| Parametro                               | Velaro E Spagna                                     | Velaro CN Cina                                                                                   | Velaro RUS Russia                                           | Velaro D Germania                                          | Velaro e320 Regno Unito                                    | Velaro TR Turchia                                |
| --------------------------------------- | --------------------------------------------------- | ------------------------------------------------------------------------------------------------ | ----------------------------------------------------------- | ---------------------------------------------------------- | ---------------------------------------------------------- | ------------------------------------------------ |
| Serie, tipo                             | RENFE 103                                           | CRH3                                                                                             | Sapsan EVS1, EVS2                                           | DB Br 407                                                  | Eurostar 320 BR 374                                        | HT 80000                                         |
| Quantità                                | 26 a 8 elementi                                     | 60 CRH3C (a 8 elementi) 60 CRH380B (a 8 elementi) 140 CRH380BL (a 16 el.) 40 CRH350LTT (a 8 el.) | 16 (a 10 elementi)                                          | 17 (a 8 elementi)                                          | 17 (a 16 elementi)                                         | 6+1 (a 8 elementi)                               |
| Anni                                    | 2002–2007                                           | dal 2007                                                                                         | 2007–2014                                                   | 2009–2012                                                  | 2012–2017                                                  | 2014–2016                                        |
| Velocità massima                        | 350 km/h                                            | 350 km/h (CRH3C/CRH350LTT) 380 km/h (CRH380B/CRH380BL)                                           | 250 km/h (modificabile a 350 km/h)                          | 320 km/h (corrente alternata) 220 km/h (corrente continua) | 320 km/h                                                   | 300 km/h                                         |
| Alimentazione                           | 25 kV 50 Hz ~                                       | 25 kV 50 Hz ~                                                                                    | monosistema: 3 kV = bicorrente: 3 kV =, 25 kV 50 Hz ~       | 15 kV 16,7 Hz ~, 25 kV 50 Hz ~, 1,5 kV =, 3 kV =           | 25 kV 50 Hz ~, 1,5 kV =, 3 kV = opzionale: 15 kV 16,7 Hz ~ | 25 kV 50 Hz ~                                    |
| Sistema di alimentazione                | Linea aerea di contatto, Pantografo                 | Linea aerea di contatto, Pantografo                                                              | Linea aerea di contatto, Pantografo                         | Linea aerea di contatto, Pantografo                        | Linea aerea di contatto, Pantografo                        | Linea aerea di contatto, Pantografo              |
| Potenza continuativa                    | 8.800 kW                                            | 8.800 kW (8 elementi) 18.400 kW (16 elementi)                                                    | 8.000 kW                                                    | 8.000 kW AC 4.200 kW DC                                    | 16.000 kW                                                  | 8.000 kW                                         |
| Numero motori                           | 16                                                  | 16 (8 elementi) 32 (16 elementi)                                                                 | 16                                                          | 16                                                         | 32                                                         | 16                                               |
| Scartamento                             | 1.435 mm                                            | 1.435 mm                                                                                         | 1.520 mm                                                    | 1.435 mm                                                   | 1.435 mm                                                   | 1.435 mm                                         |
| Lunghezza                               | ca. 200,3 m                                         | ca. 200 m (8 elementi) ca. 400 m (16 el.)                                                        | ca. 250,3 m                                                 | 200,72 m                                                   | 389,92 m                                                   | 200,72 m                                         |
| Lunghezza unità estreme                 | 25.535 mm                                           | 25.535 mm                                                                                        | 25.535 mm                                                   | 25.735 mm                                                  | 25.735 mm                                                  | 25.735 mm                                        |
| Lunghezza unità intermedie              | 24.175 mm                                           | 24.175 mm                                                                                        | 24.175 mm                                                   | 24.175 mm                                                  | 24.175 mm                                                  | 24.175 mm                                        |
| Larghezza                               | 2.950 mm                                            | 3.265 mm                                                                                         | 3.265 mm                                                    | 2.924 mm                                                   | ?                                                          | 2.924 mm                                         |
| Altezza sul p.f.                        | 3.890 mm                                            | 3.890 mm                                                                                         | 4.400 mm                                                    | 4.343 mm                                                   | ?                                                          | 4.343 mm                                         |
| Altezza piano di calpestio              | ?                                                   | 1.260 mm                                                                                         | 1.360 mm                                                    | 1.240 mm                                                   | ?                                                          | 1.240 mm                                         |
| Massa a vuoto                           | 439 t                                               | 447 t                                                                                            | ?                                                           | 454 t                                                      | ?                                                          | ?                                                |
| Massa totale                            | ?                                                   | ?                                                                                                | 662 t 678 t                                                 | 495 t                                                      | ?                                                          | ?                                                |
| Numero assi                             | 32                                                  | 32 8 elementi                                                                                    | 40                                                          | 32                                                         | 64                                                         | 32                                               |
| Rodiggio                                | Bo’Bo’+2’2’+Bo’Bo’+2’2’ +2'2'+Bo’Bo’+2’2’+Bo’Bo’    | Bo’Bo’+2’2’+Bo’Bo’+2’2’ +2'2'+Bo’Bo’+2’2’+Bo’Bo’                                                 | Bo’Bo’+2’2’+Bo’Bo’ +2’2’+2’2’+2’2’+2’2’ +Bo’Bo’+2’2’+Bo’Bo’ | Bo’Bo’+2’2’+Bo’Bo’+2’2’ +2’2’+Bo’Bo’+2’2’+Bo’Bo’           | 2 × (Bo’Bo’+2’2’+Bo’Bo’+2’2’ +2’2’+Bo’Bo’+2’2’+ Bo’Bo’)    | Bo’Bo’+2’2’+Bo’Bo’+2’2’ +2’2’+Bo’Bo’+2’2’+Bo’Bo’ |
| Passo                                   | 2.500 mm                                            | 2.500 mm                                                                                         | 2.500 mm                                                    | 2.500 mm                                                   | 2.500 mm                                                   | 2.500 mm                                         |
| Diametro ruote (normale/minimo)         | ?                                                   | Motrici: 920/830 mm folli: 920/860 mm                                                            | 920/840 mm                                                  | ?                                                          | ?                                                          | ?                                                |
| Sospensione                             | ?                                                   | primaria: molle in acciaio secondaria: pneumatiche                                               | primaria: molle in acciaio secondaria: pneumatiche          | ?                                                          | ?                                                          | ?                                                |
| Rapporto di trasmissione                | 2,62                                                | 2,79                                                                                             | 3,03                                                        | ?                                                          | ?                                                          | ?                                                |
| Accoppiatori                            | Scharfenberg                                        | Scharfenberg                                                                                     | SA-3 (intermedia)                                           | Scharfenberg                                               | Scharfenberg                                               | Scharfenberg                                     |
| Forza di trazione                       | 283 kN                                              | 300 kN                                                                                           | 328 kN                                                      | 300 kN                                                     | ?                                                          | ?                                                |
| Sistema frenante                        | Elettrico, pneumatico, reostatico                   | Elettrico, pneumatico, reostatico                                                                | Elettrico, pneumatico, reostatico                           | Elettrico, pneumatico, elettromagnetico                    | Elettrico, pneumatico, reostatico                          | ?                                                |
| Forza frenante massima                  | ?                                                   | ?                                                                                                | 378 kN                                                      | ?                                                          | ?                                                          | ?                                                |
| Spazio di frenatura                     | 3.900 m (320–0 km/h)                                | 3.700 m (300–0 km/h)                                                                             | 3.900 m (250–0 km/h)                                        | ?                                                          | ?                                                          | ?                                                |
| Posti offerti                           | Totali: 404 Club: 37 Preferente: 103 Turistica: 264 | Totali: (8 elementi): 601 1 classe: 72 2 classe: 529 totali (16 elem.): 1060                     | Totali: 604 Business: 104 Turistica: 500                    | Totali: 460 1 classe: 111 2 classe: 333 Bistro: 16         | Totali: ca. 900                                            | Totali: 516                                      |
| Sistemi di sicurezza e controllo marcia | ETCS (Livello 2), STM-LZB80, ASFA                   | ETCS (Livello 1)                                                                                 | KLUB-U                                                      | ETCS, LZB, PZB, TBL 1 e 2, TVM, ATB, KVB                   | ETCS, KVB, TVM, RPS, TBL, Crocodile, ATB                   | ?                                                |